# 沙井中學
深圳市沙井中学，创建于1956年，坐落于深圳市宝安区。

## 沿革
1948年，陈廖楚在沙井创办宝民中学，校址设于洪圣古庙。
1950年，学校由政府接办，改为宝安县第四中学，郑淦枢、李觉寰先后任校长，后与南头中学合并。
1956年，创办沙井中学，校址云霖。是深圳市四所最老的完全中学之一。广东省一级高中，广东省国家级示范性普通高中。